# Bassel Jradi
Bassel Zakaria Jradi (arabisch باسل زكريا جرادي, DMG Bāsil Zakariyyā Ǧarādī; * 6. Juli 1993 in Kopenhagen) ist ein dänisch-libanesischer Fußballspieler. Der Offensivspieler lief für sämtliche dänische Juniorenauswahlen auf, ist aber seit August 2015 für die libanesische A-Nationalmannschaft aktiv.

## Karriere

### Verein
Der in Kopenhagen als Sohn libanesischer Einwanderer geborene Bassel Jradi entstammt der Jugendabteilung des lokalen Vereins B.93 Kopenhagen. In dieser Zeit absolvierte er unter anderem Probetrainings beim Odense BK und den Blackburn Rovers. Sein Debüt in der dritthöchsten dänischen Spielklasse gab er am 30. April 2011 bei der 2:4-Heimniederlage gegen Lolland-Falster Alliancen. Für den bestritt er in der Saison 2011/12 insgesamt 33 Pflichtspiele.
Zur nächsten Saison 2012/13 wechselte er zum Zweitligisten AB Gladsaxe. Sein Debüt bestritt er am 8. August 2012 (3. Spieltag) beim 2:2-Unentschieden gegen den HB Køge. Bereits zehn Tage später (5. Spieltag) erzielte er beim 1:1 gegen den Brønshøj BK sein erstes Ligator. Jradi gelang rasch der Durchbruch bei seinem neuen Arbeitgeber und in dieser Spielzeit absolvierte er 28 Ligaspiele, in denen ihm acht Tore und drei Vorlagen gelangen.
Nach einer Saison in der zweiten Liga, folgte zur Spielzeit 2013/14 der Schritt in die höchste dänische Spielklasse zum FC Nordsjælland, wo er einen Dreieinhalbjahresvertrag ausgestattet wurde. Sein erstes Spiel in der Superliga machte er am 3. August 2013 (3. Spieltag) bei der 1:2-Auswärtsniederlage gegen den Aarhus GF, als er in der 81. Spielminute für Pascal Gregor eingewechselt wurde. Bei den Tigrene blieb ihm jedoch der Durchbruch verwehrt und er kam in seiner ersten Saison im Verein wettbewerbsübergreifend lediglich auf fünf Einsätze, wobei er nur ein einziges Mal in der Startelf stand.
Deshalb verließ er im Juli 2014 Dänemark und wechselte zum norwegischen Verein Strømsgodset IF in die erstklassige Tippeligaen. Auch dort wurde er im verbleibenden Spieljahr 2014 nur als Einwechselspieler berücksichtigt und stand in acht von 14 möglichen Ligaspielen auf dem Spielfeld. Am 22. April 2015 erzielte er beim 5:0-Pokalsieg gegen den unterklassigen FK Tønsberg sein erstes Pflichtspieltor im Trikot von Godset. Sein Status änderte sich aber in der Saison 2015 nicht, in der er in 12 Ligaeinsätzen zwei Torerfolge verbuchen konnte.
Um regelmäßige Spielpraxis sammeln zu können, wurde er im Januar 2016 für die gesamte Spielzeit 2016 an den Ligakonkurrenten Lillestrøm SK ausgeliehen. Dort gelang es dem Offensivspieler schließlich rasch sich als Stammspieler in Norwegen zu etablieren. Sein erstes Ligator markierte er am 24. April 2016 (7. Spieltag) beim 3:1-Auswärtssieg gegen den Odds BK. Für Lillestrøm gelangen ihm in 26 Ligaeinsätzen vier Treffer und drei Assists.
Nach seiner Rückkehr zu Strømsgodset nach Drammen schaffte er auch dort den Durchbruch in die erste Elf. Am 29. Mai 2017 (11. Spieltag) machte er beim 4:2-Heimsieg gegen Viking Stavanger einen Doppelpack. Der Start in die Saison 2017 misslang für den Verein zwar völlig, jedoch trug Jradi im Finish mit beeindruckenden Leistungen zu einer Siegesserie von acht Spielen und einem versöhnlichen Abschluss der Spielzeit bei, der für Godset den vierten Tabellenrang bedeutete. Jradi galt dabei mit 10 Toren und sieben Vorlagen in 29 Ligaeinsätzen zu den gefährlichsten Angreifern der Liga. Im darauffolgenden Spieljahr 2018 stand er bis August 2018 nach 16 Ligaeinsätzen nur bei zwei Treffern und einem Assist.
Am 11. August 2018 wurde er zum kroatischen Erstligisten Hajduk Split transferiert, wo er mit einem Zweijahresvertrag ausgestattet wurde. Sein erstes Ligaspiel bestritt er am 19. August 2018 (4. Spieltag) bei der 0:2-Heimniederlage gegen den HNK Gorica. Trotz einer Starterrolle, machte er sein erstes Ligator für die Dalmatier erst am 10. Mai 2019 (33. Spieltag) beim 2:0-Heimsieg gegen den NK Slaven Belupo Koprivnica. Seine erste Saison 2018/19 beendete er mit zwei Torerfolgen und drei Vorlagen in 25 Ligaeinsätzen. In der nächsten Spielzeit 2019/20 verbesserte er seine Quote an Torbeteiligungen mit drei Treffern und sieben Assists in 33 Ligaeinsätzen leicht. Nach insgesamt 73 Ligaspielen wechselte er im Juli 2021 nach Zypern. Hier schloss er sich dem Erstligisten Apollon Limassol an. Am Ende der Saison 2021/22 feierte er mit dem Verein die Meisterschaft. Das Spiel um den Supercup am 13. August 2022 gegen Omonia Nikosia gewann er mit Apollon 2:0. Für Apollon bestritt er 41 Erstligaspiele. Im Sommer 2023 zog es ihn nach Thailand. Hier unterschrieb er in der Hauptstadt Bangkok einen Vertrag beim Erstligisten Bangkok United. Am Ende der Saison 2023/24 und 2024/25 feierte er mit Bangkok die thailändische Vizemeisterschaft. Nach insgesamt 38 Ligaspielen, in denen er neun Treffer erzielte, wurde sein Vertrag im Sommer 2025 nicht verlängert. Im Juni 2025 kehrte er nach Zypern zurück. Hier unterschrieb er einen Vertrag beim Erstligisten AEL Limassol.

### Nationalmannschaft
Bassel Jradi spielte für sämtliche Juniorenauswahlen seines Geburtslandes Dänemark, beginnend mit der U16. Insgesamt bestritt er dabei zwischen August 2008 und Oktober 2013 23 Länderspiele, in denen ihm zwei Tore gelangen.
Jradi entschied sich jedoch im Herrenbereich für den Libanon aufzulaufen. Am 26. August 2015 debütierte er bei der 2:3-Testspielniederlage gegen den Irak für die Nationalmannschaft des vorderasiatischen Staates und er konnte in dieser Partie auch einen Treffer erzielen. Im Januar 2019 nahm er mit der Auswahl an der Asienmeisterschaft in den Vereinigten Arabischen Emiraten teil, wo er jedoch aufgrund von Problemen mit dem Teamchef Miodrag Radulović nur das erste Gruppenspiel bestreiten durfte.

## Erfolge
Apollon Limassol
- Zyprischer Meister: 2021/22
- Zyprischer Supercup-Sieger: 2022

Bangkok United
- Thailändischer Vizemeister: 2023/24, 2024/25